# Bee e PuppyCat
Bee e PuppyCat (Bee and PuppyCat) è una serie animata statunitense creata e scritta da Natasha Allegri. La serie ruota attorno a Bee (doppiata da Allyn Rachel), una ragazza disoccupata poco più che ventenne, che incontra una misteriosa creatura di nome PuppyCat (doppiato dal programma Vocaloid di nome OLIVER). Adotta quello che sembra un ibrido tra un gatto e cane e insieme intraprendono una serie di lavori provvisori per pagare l'affitto mensile. Questi bizzarri mestieri portano il duo attraverso strani mondi nello spazio. La serie originale è stata prodotta da Frederator Studios con l'animazione inizialmente subappaltata allo studio sudcoreano Dong Woo Animation.
La serie è nata con un episodio pilota pubblicato su Internet nel 2013, seguito da una prima stagione finanziata tramite Kickstarter che è stata pubblicata su YouTube dal 2014 al 2016. 
Una seconda serie intitolata Bee e PuppyCat (Bee and PuppyCat: Lazy in Space in originale) è stata prodotta nel 2019 e doveva inizialmente uscire su VRV nel corso dello stesso anno, ma in seguito la sua uscita è stata posticipata e l'intera serie è trapelata in rete nel 2020. La serie è stata poi acquistata da Netflix, che ha commissionato tre episodi aggiuntivi che avrebbero riassunto la serie originale, per poi unirli ai 13 episodi episodi di Lazy in Space. La serie reboot è uscita nel 2022. Kaboom! Studios ha anche pubblicato un adattamento a fumetti dal 2014 al 2016.

## Trama
Bee è una giovane ragazza allegra ed eccentrica poco più che ventenne che viene spesso licenziata da mestieri umili e sottopagati. Un giorno, mentre sta tornando a casa dopo l'ennesimo fallimento, una strana e misteriosa creatura di nome PuppyCat cade dal cielo. La ragazza decide quindi di accoglierlo a casa sua e qui PuppyCat scopre che lei è al verde e disoccupata, perciò si teletrasporta insieme a Bee in una dimensione alternativa dove ottengono un lavoro da TempBot, un gigantesco schermo televisivo intelligente. Nonostante i rischi a cui viene costantemente sottoposta durante i suoi incarichi, Bee scopre di avere un talento naturale per il mestiere e ciò la ripaga più che a sufficienza da non porsi troppi problemi quando le situazioni si fanno più pericolose.
Un elemento ricorrente nella storia della serie è il passato di PuppyCat, che rivela di essere un fuorilegge spaziale e che il suo amore per una principessa spaziale si è concluso con una maledizione che lo ha portato ad avere il suo attuale aspetto, ovvero quello di un ibrido tra un gatto e un cane; spiega inoltre che il sortilegio è stato lanciato da un gruppo di stregoni che tentano costantemente di catturarlo ovunque vada. Successivamente Bee rivela di essere un robot e racconta della sua relazione con la famiglia Wizard e il loro membro più giovane, Deckard, uno chef di talento con una cotta per lei e che frequenta la scuola di cucina, e Cardamon, il suo padrone di casa alle prese con il suo lavoro mentre si prende cura della madre in coma, Violet. Alla fine della seconda stagione, l'isola su cui si svolge la storia si rivela essere l'astronave di PuppyCat e Violet, che viene finalmente riparata permettendogli di lasciare la Terra quando gli stregoni iniziano ad attaccarli.

## Personaggi

### Principali
- Bee (doppiata da: Allyn Rachel in inglese e Eleonora De Angelis in italiano): Bee è una giovane ragazza poco più che ventenne che incontra PuppyCat dopo essere stata licenziata per aver dato fuoco al posto di lavoro. Così diventa una lavoratrice part-time che svolge incarichi per TempBot, il quale gli consegna anche dei cambi di guardaroba a seconda del pianeta che dovrà visitare. Bee ha una forte antipatia per l'acqua e conosce la famiglia Wizard da diversi anni. Nel corso del tempo Cas nota che la ragazza non invecchia mai, il che viene giustificato dalla stessa Bee nell'episodio Donut dove rivela di essere un robot creato da suo padre. Nel finale della seconda stagione, Bee viene gravemente danneggiata nel salvare Moully e alcune parti senzienti del suo corpo usano i frammenti di cristallo del desiderio su Moully per diventare esseri energetici somiglianti alla Bee originale.
- PuppyCat (doppiato da: OLIVER): una misteriosa creatura nonché compagno di viaggio e coinquilino di Bee; viene chiamato PuppyCat per via del suo aspetto, che è quello di un ibrido tra un cane e un gatto, e per il suo carattere egocentrico. In seguito rivelerà che in origine era un cacciatore di caramelle noto come Space Outlaw (doppiato da: Steve Blum e John Henry Fisher (da giovane)), che guidava un gruppo di cacciatori di taglie chiamato Team PuppyCat. Dopo essersi innamorato di una principessa spaziale, questa lo ha ingannato per permettere agli stregoni di imprigionarlo, ma in seguito ha assunto il suo aspetto attuale per mano di Outlaw.
- TempBot: talvolta indicato come AssignBot, è una serie di robot che lavora come agente di lavoro temporaneo per PuppyCat con una banca di memoria condivisa che consente loro di identificare i propri lavoratori temporanei. Il personaggio è stato doppiato da diversi doppiatori, in ordine questi sono: Marina Sirtis nell'episodio pilota, Hannah Hart in Farmer, Roz Ryan in Cats, Ellen McLain in Game, Joan Koplan in Wedding, Diana Garnet in Il mio preferito e nel remake della prima stagione, Suzanne Berhow in Tocco delicato, Maile Flanagan in Ti sei ricordato, Alison Cowles in Amico pennuto, Natasha Allegri in Due nasi da clown, Emilia Sheldon in Occhi dorati e Terri Hawkes in Piccole dita e Perché non mi aiuti.
- Deckard Wizard (doppiato da: Kent Osborne): amico, vicino ed ex collega di Bee. Deckard lavora come aiuto cuoco al cat café da cui Bee è stata licenziata. Ha una cotta per Bee e ha l'eterocromia.[7] Dopo il finale della prima stagione, Deckard esce di casa per frequentare la scuola di cucina nonostante la riluttanza iniziale a lasciare Bee e l'abitazione. Torna a casa nel finale della seconda stagione.
- Cas Wizard (doppiata da: Ashly Burch): sorella e coinquilina di Deckard, un'ex wrestler che ha lavorato al cat café di Howell prima di diventare una programmatrice di computer freelance che lavora su Java. È l'unica della sua famiglia a prendere atto dell'incapacità di Bee di invecchiare e delle stranezze che si verificano intorno alla loro casa. Come i suoi fratelli, anche Cas prende il nome da un mago; il suo nome completo è Castaspella.
- Cardamon (doppiato da: Alexander James Rodriguez): Cardamon è il padrone di casa di Bee; è un ragazzino serio e piuttosto maturo per la sua età. Si prende cura della madre in coma, Violet, che considera una "principessa". Ha anche un cane di nome Sticky. Nella seconda stagione viene mostrato che Cardamon soffri di stress, così Violet deciderà di metterlo nuovamente in stasi con lei per alleviare il suo dolore.
- Toast (doppiata da: Terri Hawkes): Toast è l'undicesima lottatrice classificata dell'ex squadra di wrestling di Cas e nutre rancore verso quest'ultima dopo che questa se ne è andata, il che l'ha fatta diventare il membro dal rango più basso della squadra. Perciò, si intromette nella vita familiare di Cas e litiga costantemente con lei, sposando Merlin e dando alla luce i loro figli gemelli.
- Crispin Wizard (doppiato da: Tom Sandoval): uno dei fratelli di Cas e Deckard che si innamora di Bee e lavora in un garage, ha un interesse per i clown da quando è scappato al circo perché la sua famiglia ha dimenticò il suo dodicesimo compleanno.

### Ricorrenti
- Howell Wizard (doppiato da: Kumail Nanjiani): Howell è il manager del cat café e uno dei fratelli di Cas e Deckard.
- Wesley Wizard (doppiato da: Arin Hanson): uno dei fratelli di Cas e Deckard, appassionato pescatore.
- Merlin Wizard (doppiato da: Doug Smith): il fratello più grande di Cas e Deckard che accidentalmente mette incinta Toast, diventando di conseguenza suo marito senza però sposarla ufficialmente.
- Bird (doppiato da: Shannon McCormick e Remy Edgerly (giovane)): il padre di Bee; è uno scienziato misteriosamente scomparso nel nulla.
- Warlock (doppiati da: Natalie Wynn, Stephen Root, Eric Bauza ed Efrain Farias): gli antagonisti della serie che hanno il compito di dare la caccia a PuppyCat. Fanno passare le loro braccia attraverso un portale nello spazio che li trasforma in arti giganti che si aggirano in cerca della preda.
- Moully (doppiato da: Liam J. MacKay): un gatto gigante che fa amicizia con Bee; è in grado di teletrasportarsi nella posizione di una qualsiasi altra persona a patto di essere in possesso di un suo oggetto. Sebbene riesca inizialmente a fuggire dagli stregoni, questi riescono in seguito a catturarlo e lo soggiogano al loro volere per fargli condurre un attacco al pianeta Donut. Bee riuscirà a salvarlo ma a caro prezzo.
- Doublemouth (doppiato da: Donna Jay Fulks): un mostro nonché severo insegnante dello Space Outlaw. È il primo nemico che Bee e PuppyCat incontrano durante il loro primo lavoro temporaneo.
- Pretty Patrick (doppiato da: Patrick Seery): l'ospite del programma preferito di Bee e PuppyCat, che è anche il sindaco dell'isola.
- Narb (doppiato da: Marc Mercado): è il cassiere di un minimarket.

### Guest star
- Violet (doppiata da: Jennifer Tilly e Juliet Donenfeld (giovane)): la madre in coma di Cardamon che si scopre essere la partner di PuppyCat quando era ancora Space Outlaw; i due sono amici d'infanzia. Nella seconda stagione, dopo che Cardamon ha dato a sua madre metà di una ciambella dei desideri nel tentativo di rianimarla, Violet inizia a piangere con le proprietà di alterazione dei desideri di un cristallo dei desideri che riempie riempie gradualmente il loro appartamento. Violet si risveglia brevemente nel finale della seconda stagione, rivelando di essere effettivamente in stasi, dopodiché decide di tornare a dormire insieme a Cardamon fino a quando non si riuscirà a trovare il padre di Bee.

- Ms. Coffee (doppiata da: Cynthia McWilliams): l'insegnante di Cardamon.
- Mr. Assam (doppiato da: Stephen Root): il fidanzato della signora Coffee.
- Boss: il capo prepotente di Moully sul pianeta Donut che ha perso il suo sostentamento. È doppiato da: Tommy Wiseau in Donut ed Eric Bauza in Occhi dorati e nel remake della prima stagione.
- Mister Cup (doppiato da: Jack Pendarvis)
- Tim (doppiato da: Freddie Wong)
- Ross (doppiato da: Ross Kolde)
- Zolletta di zucchero (doppiata da: Cristina Fiumara)
- Claire (doppiata da: Cleary Herlinger)
- John Hammerbottom (doppiato da: Eric Bauza)
- Heart Head (doppiato da: Eric Bauza)
- Cathead (doppiato da: Jason Greene)
- Cooking Prince (doppiato da: Robbie Daymond)
- Wiggly Worm #1 (doppiato da: Frank JavCee)
- Wiggly Worm # 2 (doppiato da: Josh Clark)
- Fuzzy #1 (doppiato da: Bob Clendenin)
- Fuzzy # 2 (doppiata da: Suzanne Berhow)

## Produzione

### Serie originale
Bee e PuppyCat è nato come un episodio pilota di undici minuti suddiviso in due parti, caricato sul canale YouTube di Frederator Studios, Cartoon Hangover, come parte di Too Cool! Cartoons, un progetto che Frederator ha definito un "incubatore di cartoni animati di grandi idee". La prima parte è stata caricata online l'11 luglio 2013, mentre la seconda e un video con entrambe le parti sono stati resi disponibili il 6 agosto 2013. I cortometraggi sono stati pubblicati anche su Nintendo Video il 1º novembre 2013 e sono stati replicati il 14 gennaio 2014. La seconda parte invece è stata pubblicata il 20 gennaio 2014, come presunta replica. Successivamente sulla stessa piattaforma sono stati caricati 4 episodi della prima stagione. Quest'ultimi sono stati resi disponibili anche sul Nintendo eShop di 3DS.
Dopo aver guadagnato popolarità online, Cartoon Hangover ha avviato il suo primo progetto Kickstarter per finanziare degli episodi aggiuntivi. Il crowdfunding è iniziato il 15 ottobre 2013 e ha raggiunto l'obiettivo di 600.000 $ in sei giorni; alla fine, sono stati raccolti un totale di 872.133 $, utili a finanziare dieci episodi da 6 minuti l'uno, il primo dei quali è andato in onda nell'estate del 2014. In quel periodo, Bee e PuppyCat diventò il Kickstarter di animazione di maggior successo nella storia, il quarto nella categoria film/video (dietro solo tre progetti di Hollywood) e il primo Kickstarter basato su un video di YouTube. Bee and PuppyCat: The Series è stato trasmesso il 6 novembre 2014 con un secondo episodio diviso in due parti. Mentre alcuni episodi sono stati resi disponibili in anticipo per i sostenitori di Kickstarter nel 2015, la maggior parte della stagione è stata pubblicata nel corso 2016, con la conclusione della produzione nel marzo dello stesso anno. Originariamente la seconda metà della stagione doveva uscire su YouTube tra la fine della primavera e l'inizio dell'estate 2016, ma è stata invece resa pubblica l'11 novembre 2016 sulla piattaforma di streaming VRV. La prima serie completa è stata infine caricata per intero sul canale YouTube di Cartoon Hangover il 1º dicembre 2018.

### Lazy in Space
Nel marzo 2017, Frederator ha annunciato che sarebbero stati scritti nuovi episodi di Bee e PuppyCat, inizialmente previsti per l'uscita su VRV Nel giugno 2018, il trailer della continuazione è stato pubblicato con il titolo Bee and PuppyCat: Lazy in Space, nel quale è stato confermato che la serie sarebbe andata in onda nel 2019. Un episodio è stato proiettato a settembre 2019 all'Ottawa International Animation Festival, ma non è stato pubblicato su VRV come previsto. Nel 2019 VRV ha avuto un calo di pubblico a causa di alcuni canali che hanno lasciato la piattaforma, e il proprietario AT&T aveva deciso di concentrarsi su HBO Max. Nel 2020, i 13 episodi allora prodotti sono caricati sul canale Vimeo di Fred Seibert. Gli episodi sono stati successivamente rimossi dalla piattaforma, ma non prima che diversi siti di streaming riuscissero a ottenerne delle copie. Seibert si è dimesso dalla sua posizione di amministratore delegato di Frederator ad agosto dello stesso anno, anche se la società ha indicato che sarebbe rimasto produttore esecutivo per i progetti successivi, tra cui Bee e PuppyCat.
Nell'ottobre 2020 è stato annunciato che Netflix avrebbe distribuito la stagione nel 2022. Descritta come un reboot, sono stati commissionati tre nuovi episodi che raccontano la storia della serie YouTube originale e questi sono stati presentati insieme ai 13 episodi prodotti nel 2019 come Lazy in Space. Gli episodi sono stati rinumerati di conseguenza. La serie è stata lanciata il 6 settembre 2022 in vari Paesi, tra cui l'Italia.
Bee and PuppyCat: Lazy in Space è una produzione congiunta tra Frederator Studios e lo studio giapponese Oriental Light and Magic (OLM). Anche Sprite Animation Studios, consociata di OLM con sede a Los Angeles, ha contribuito al progetto.

## Episodi
| Serie | Serie           | Episodio    | Prima visione USA | Prima visione USA | Rete    |
| Serie | Serie           | Episodio    | Inizio            | Fine              | Rete    |
| ----- | --------------- | ----------- | ----------------- | ----------------- | ------- |
| 1     | Pilota          | 1 (2 parti) | 11 luglio 2013    | 7 agosto 2013     | YouTube |
| 1     | Serie originale | 10          | 6 novembre 2014   | 28 novembre 2016  | YouTube |
| 2     | Lazy in Space   | 16          | 6 settembre 2022  | 6 settembre 2022  | Netflix |

### Episodio pilota (2013)
L'episodio pilota è stato pubblicato tramite il canale YouTube Cartoon Hangover e Nintendo Video in due parti.
| nº | Titolo inglese | Prima visione USA                                          |
| -- | -------------- | ---------------------------------------------------------- |
| 0  | Pilot          | 11 luglio 2013 (prima parte) 7 agosto 2013 (seconda parte) |

### Serie originale (2014-2016)
La prima stagione è stata diretta da Larry Leichliter e scritta da Natasha Allegri, Madeleine Flores e Frank Gibson. È stato annunciato semplicemente come "The Series".
| nº | Titolo inglese | Prima visione USA                                                                                  |
| -- | -------------- | -------------------------------------------------------------------------------------------------- |
| 1  | Food           | 6 novembre 2014                                                                                    |
| 2  | Farmer         | 6 novembre 2014                                                                                    |
| 3  | Beach          | 4 dicembre 2014                                                                                    |
| 4  | Cats           | 18 dicembre 2014                                                                                   |
| 5  | Birthday       | 27 agosto 2015 (anteprima sostenitori Kickstarter) 11 novembre 2016 (distribuzione internazionale) |
| 6  | Game           | 27 agosto 2015 (anteprima sostenitori Kickstarter) 11 novembre 2016 (distribuzione internazionale) |
| 7  | Toast          | 28 novembre 2016                                                                                   |
| 8  | Dogs           | 28 novembre 2016                                                                                   |
| 9  | Wedding        | 28 novembre 2016                                                                                   |
| 10 | Donut          | 28 novembre 2016                                                                                   |

### Lazy in Space(2022)
Gli episodi 4–16 sono stati prodotti nel 2019; mentre gli episodi 1–3 sono stati prodotti nel 2021. Sebbene gli episodi 1–3 facciano parte della stessa serie, non sono stati pubblicati con il soprannome di Lazy in Space.
| nº | Titolo italiano             | Titolo inglese           | Prima visione USA | Prima visione Italia |
| -- | --------------------------- | ------------------------ | ----------------- | -------------------- |
| 1  | Di nuovo per la prima volta | Again for the First Time | 6 settembre 2022  | 6 settembre 2022     |
| 2  | A chi piacerebbe?           | Who Would Want This?     | 6 settembre 2022  | 6 settembre 2022     |
| 3  | Cosa vuoi fare da grande?   | What Do You Want to Be?  | 6 settembre 2022  | 6 settembre 2022     |
| 4  | Tocco delicato              | Gentle Touch             | 6 settembre 2022  | 6 settembre 2022     |
| 5  | Piccole dita                | Little Fingers           | 6 settembre 2022  | 6 settembre 2022     |
| 6  | Giorno libero               | Day Off Work             | 6 settembre 2022  | 6 settembre 2022     |
| 7  | Neve e violette             | Snow and Violets         | 6 settembre 2022  | 6 settembre 2022     |
| 8  | Bugie divertenti            | Funny Lying              | 6 settembre 2022  | 6 settembre 2022     |
| 9  | Il mio preferito            | My Favorite              | 6 settembre 2022  | 6 settembre 2022     |
| 10 | Ti sei ricordato            | Did You Remember         | 6 settembre 2022  | 6 settembre 2022     |
| 11 | Amico pennuto               | Bird Friend              | 6 settembre 2022  | 6 settembre 2022     |
| 12 | Due nasi da clown           | Two Clown Noses          | 6 settembre 2022  | 6 settembre 2022     |
| 13 | Occhi dorati                | Golden Eyes              | 6 settembre 2022  | 6 settembre 2022     |
| 14 | Perché non mi aiuti         | Why Don't You Help Me    | 6 settembre 2022  | 6 settembre 2022     |
| 15 | Ora sono davvero sola       | Now I'm Really Alone     | 6 settembre 2022  | 6 settembre 2022     |
| 16 | Non ti lascerò sola         | I Won't Leave You Alone  | 6 settembre 2022  | 6 settembre 2022     |

## Fumetti
Boom! Studios ha pubblicato un fumetto tie-in tramite la sua etichetta KaBOOM!. Il fumetto è stato cancellato dopo il numero 11 nel 2016 nonostante i numeri dal 12 al 16 fossero già stati commissionati. I cataloghi in anteprima di quell'anno elencavano i numeri 12-16, insieme a copertine e sinossi.
| Numero | Data di pubblicazione | Storia                                                                                              | Disegni                                                                             | Raccolta                        | ISBN                   |
| ------ | --------------------- | --------------------------------------------------------------------------------------------------- | ----------------------------------------------------------------------------------- | ------------------------------- | ---------------------- |
| 1      | 14 maggio 2014        | Natasha Allegri Garrett Jackson                                                                     | Natasha Allegri                                                                     | Bee and Puppycat – Volume One   | ISBN 978-1-60886-487-4 |
| 2      | 11 giugno 2014        | Natascha Allegri Frank Gibson Garrett Jackson                                                       | Becky Dreistadt                                                                     | Bee and Puppycat – Volume One   | ISBN 978-1-60886-487-4 |
| 3      | 27 agosto 2014        | Natasha Allegri Anissa Espinoza Madeline Flores Tait Howard Ian McGinty                             | Anissa Espinoza Madeline Flores Tait Howard Ian McGinty Fred C. Stressing           | Bee and Puppycat – Volume One   | ISBN 978-1-60886-487-4 |
| 4      | 24 settembre 2014     | Natasha Allegri Coleman Engle Anissa Espinoza Aimee Fleck Prana Naujokaitis Mad Rupert Theresa Zysk | Coleman Engle Anissa Espinoza Aimee Fleck Prana Naujokaitis Mad Rupert Theresa Zysk | Bee and Puppycat – Volume One   | ISBN 978-1-60886-487-4 |
| 5      | 22 ottobre 2014       | Chrystin Garland Meredith McClaren Flynn Nicholas Theresa Zysk                                      | Chrystin Garland Meredith McClaren Flynn Nicholas Theresa Zysk                      | Bee and Puppycat – Volume Two   | ISBN 978-1-60886-776-9 |
| 6      | 26 novembre 2014      | Natasha Allegri Joy Ang Andrew Lorenzi Meredith McClaren Carey Pietsch                              | Joy Ang Andrew Lorenzi Meredith McClaren Carey Pietsch                              | Bee and Puppycat – Volume Two   | ISBN 978-1-60886-776-9 |
| 7      | 24 dicembre 2014      | Natasha Allegri Megan Brennan Andrew Lorenzi Zachary Sterling                                       | Megan Brennan Andrew Lorenzi Zachary Sterling                                       | Bee and Puppycat – Volume Two   | ISBN 978-1-60886-776-9 |
| 8      | 8 aprile 2015         | David Calderon Coleman Engle Liz Fleming Reimena Yee Theresa Zysk                                   | Natasha Allegri David Calderon Coleman Engle Liz Fleming Reimena Yee Theresa Zysk   | Bee and Puppycat – Volume Two   | ISBN 978-1-60886-776-9 |
| 9      | 26 agosto 2015        | Natasha Allegri Patrick Seery                                                                       | Ji in Kim                                                                           | Bee and Puppycat – Volume Three | ISBN 978-1-60886-911-4 |
| 10     | 17 febbraio 2016      | Natasha Allegri Patrick Seery Ko Takeuchi                                                           | Ji in Kim Ko Takeuchi                                                               | Bee and Puppycat – Volume Three | ISBN 978-1-60886-911-4 |
| 11     | 20 aprile 2016        | Natasha Allegri Patrick Seery                                                                       | Ji in Kim                                                                           | Bee and Puppycat – Volume Three | ISBN 978-1-60886-911-4 |

## Accoglienza
La critica specializzata ha accolto positivamente la serie, anche se alcuni fan hanno criticato i disegni e i cambiamenti di tono tra l'episodio pilota e la serie completa supportata da Kickstarter. Nel dicembre 2014, il critico Robert Lloyd del LA Times lo ha elencato come uno dei migliori programmi TV dell'anno. The A.V. Club ha apprezzato l'episodio Food Farmer, che è riuscito ad approfondire in maniera efficiente il personaggio di Bee. L'episodio Piccole dita, allora inteso come il secondo episodio di Lazy in Space, ha vinto il premio per la migliore serie animata all'Ottawa International Animation Festival nel 2019.

## Influenza culturale
I personaggi di Bee e PuppyCat sono apparsi sulla copertina della seconda edizione del libro Your Career in Animation: How to Survive and Thrive di David B. Levy.